# Tarde para morir joven
Pour plus de détails, voir Fiche technique et Distribution.
Tarde para morir joven est un film chilien réalisé par Dominga Sotomayor Castillo, sorti en 2018.

## Synopsis
Dans les années 1990, trois adolescents chiliens découvrent la liberté et l'amour.

## Fiche technique
- Titre : Tarde para morir joven
- Réalisation : Dominga Sotomayor Castillo
- Scénario : Dominga Sotomayor Castillo
- Photographie : Inti Briones
- Montage : Catalina Marín Duarte
- Production : Dominga Sotomayor Castillo et Rodrigo Teixeira
- Société de production : Cinestación, RT Features, Ruda Cine et Circe Films
- Société de distribution : Kimstim Films (États-Unis)
- Pays :  Chili,  Brésil,  Argentine,  Pays-Bas et  Qatar
- Genre : Drame
- Durée : 110 minutes
- Dates de sortie : 
  -  Chili : 25 avril 2019

## Distribution
- Demian Hernández : Sofía
- Antar Machado : Lucas
- Magdalena Tótoro : Clara
- Matías Oviedo : Ignacio
- Andrés Aliaga : Roberto
- Antonia Zegers : Elena
- Mercedes Mujica : Carmen
- Gabriel Cañas : Cristóbal
- Alejandro Goic : Carlos
- Eyal Meyer : Jaime
- Cecilia Rainero : Julia
- Michael Silva : Raúl
- Luciano Jadrievich : Santiago
- Pablo Giesen : José
- Millantú Hilbert : Laura
- Paola Lattus : María

## Accueil
Le film a reçu un accueil favorable de la critique. Il obtient un score moyen de 80 % sur Metacritic.